# Augusto Raúl Cortazar
Augusto Raúl Cortázar (Salta, 17 de junio de 1910 - Buenos Aires, 16 de septiembre de 1974) fue un académico, abogado, doctor en letras, bibliotecólogo y folclorólogo reconocido en Argentina.1
Tanto la Biblioteca Central de la Facultad de Filosofía y Letras (UBA) así como el CEFARC (Centro de Estudios Folklóricos «Dr. Augusto Raúl Cortazar») creado en 1963, lleva su nombre como homenaje. Fue primo del escritor Julio Cortázar.
Se dedicó a la profesión bibliotecaria, a la docencia y a la investigación en la Universidad de Buenos Aires y en la Universidad Católica Argentina.   . Fue profesor titular de Literatura Argentina, Folclore General y Ciencias Antropológicas, orientación folclore.
Entre 1944 y 1952, en la Facultad de Filosofía y Letras (UBA) fue director de la Biblioteca de la Facultad (que actualmente lleva su nombre) y por lo tanto se encontraba a cargo de la Escuela de Archiveros, Bibliotecarios y Técnicos para Museos (actual carrera de Bibliotecología y Ciencia de la Información). Como integrante de la "generación romántica" de los bibliotecarios, en 1948 se encargó de reformar su plan de estudios para adoptarlo a la escuela angloamericana según lo postulado en la Asamblea de Bibliotecarios de las Américas. En 1952 renuncia a sus cargos de dirección como repudio a la intervención del Gobierno Nacional en la educación. Desde ese momento se aboca exclusivamente a su rol de folklorista.
En el campo de las Letras, fue Jefe del Departamento de Folklore del Museo Etnográfico y Director de la Biblioteca Central de la Universidad. Creó el Seminario de Folklore y la Carrera de Licenciatura en Folklore.
Falleció a los 64 años en la ciudad de Buenos Aires.

## Obra
- Noticias para la historia del teatro nacional. Buenos Aires: Universidad de Buenos Aires, 1937.
- Bosquejo de una introducción al folklore. San Miguel de Tucumán: Universidad Nacional de Tucumán-Instituto de Historia, 1942.
- Confluencias culturales en el folklore argentino. Buenos Aires: Amorrortu, 1944.
- Investigaciones bibliográficas en institutos universitarios. Santa Fe: Universidad Nacional del Litoral, 1946.
- «Bibliografía argentina de artes y letras». Bibliografía argentina de artes y letras (BADAL) (Buenos Aires: Fondo Nacional de las Artes). 1959-1974.
- Esquema del folklore. Conceptos y métodos. Buenos Aires: Columba, 1959 y 1965.
- Folklore y literatura. Buenos Aires: Eudeba, 1964.
- Andanzas de un folklorista. Buenos Aires: Eudeba, 1964.
- El folklore argentino y los estudios folklóricos: reseña esquemática de su formación y desarrollo. Buenos Aires: El Ateneo, 1965.
- Ciencia folklórica aplicada: reseña teórica y experiencia argentina. Buenos Aires: Fondo Nacional de las Artes, 1976.